# Abenteuer Weihnachten – Familie kann nie groß genug sein
Abenteuer Weihnachten – Familie kann nie groß genug sein (Arbeitstitel Operation Weihnachten) ist ein österreichisch-deutscher Fernsehfilm aus dem Jahr 2023 von Regisseurin Mirjam Unger nach einem Drehbuch von Martin Rauhaus. Im ORF wurde der Film am 8. Dezember 2023 erstmals ausgestrahlt, im Ersten wurde der Film im Rahmen der Reihe Endlich Freitag im Ersten am 15. Dezember 2023 gezeigt.

## Handlung
Die achtjährige Nina freut sich auf Weihnachten. Im Vorjahr hatte die Patchwork-Familie bestehend aus sieben Erwachsenen und sechs Kindern noch mit ihrer Großmutter gefeiert, die alle zusammengeschweißt hatte, leider lebt diese nicht mehr.
In diesem Jahr können sich die Erwachsenen nicht einigen, wie Weihnachten gefeiert werden soll, eine diesbezügliche Besprechung endet im Streit. Auch Ratgeber-Autorin Andrea mit ihrer Partnerin Nicole kann daran nichts ändern. Deren Ex-Mann Jerry, Ninas Stiefvater, hat seine Frau Bea mit einer Malediven-Reise überrascht. Shirin ist Jerrys zweite Ex, sie will mit ihrem Freund Till Schluss machen. 
Die von den zerstrittenen Erwachsenen genervten Kinder, darunter Ninas sechzehnjähriger Bruder Jeremy, starten die Operation Weihnachten. Mit Jerrys Kreditkarte brechen die Kinder heimlich zu Omas Haus in den Tiroler Bergen auf, um dort miteinander Weihnachten zu feiern. Allerdings gibt es dort weder Strom noch Heizung oder Wasser. Unterstützung erhalten die Kinder von Kroizleitner, der in der Nähe von Omas Haus wohnt und die Kinder deckt.
Für die Eltern beginnt die Suche nach den Kindern. Behindert wird diese unter anderem durch die Kreditkarte, die Jerry hat sperren lassen und selbst nicht mehr damit zahlen kann, durch ein blockiertes Mietauto sowie eine Autopanne im Schnee. Während der Reise findet Nicole heraus, dass die künstliche Befruchtung bei Andrea nicht funktioniert hat, und Horst der Vater von Andreas Kind ist. Bea erfährt zufällig, dass Jerries Unternehmen am Abgrund ist. Sie wirft ihn nach einem Streit aus dem Auto, er stürzt über einen Abhang und bleibt dort in der Kälte liegen. Nachdem sein Handy keinen Empfang hat um nach Hilfe zu rufen, wird er zufällig von Kroizleitner entdeckt und gerettet. In seiner Notlage nimmt er eine Sprachnachricht an seine Kinder und Frauen auf, in der er sich bei diesen entschuldigt. Aufgrund des fehlenden Empfanges wird diese aber erst später versendet.
Zwischenzeitlich vermisst Nina ihre Mutter Bea und wünscht sich, dass alle zusammen Weihnachten feiern. Die Kinder nehmen telefonisch mit ihren Eltern Kontakt auf, die mittlerweile selbst bei Omas Haus eingetroffen sind. Allerdings ist jetzt Nina verschwunden. Nach einem Streit darüber, welche Maßnahme als Nächstes getroffen werden soll, ruft Andrea zur Geschlossenheit, gemeinsam machen sie sich auf die Suche nach Nina. Dabei kommt es zur Versöhnung zwischen Nicole und Andrea sowie zwischen Bea und Jerry. 
Jerry findet Nina in jener kleinen Kapelle, in der sie im Vorjahr gemeinsam mit Oma Weihnachten gefeiert hatten. Die gesamte Patchwork-Familie feiert Weihnachten schließlich friedlich vereint in Omas Haus und Jerry erfährt, dass Bea schwanger ist und er ein weiteres Mal Vater wird, weil „Familie kann nie groß genug sein“, wie die Oma immer gesagt hat.

## Produktion und Hintergrund
Die Dreharbeiten fanden unter dem Arbeitstitel Operation Weihnachten vom 22. Februar bis zum 27. März 2023 in Tirol und Wien statt. Drehort war unter anderem der Alpengasthof Loas in Pill.
Produziert wurde der Film von der österreichischen Mona Film und der deutschen Tivoli Film der Produzenten Thomas Hroch und Gerald Podgornig sowie der Atalante Film (Produzentin Maria Furtwängler) in Zusammenarbeit mit ARD Degeto für ARD und ORF. Unterstützt wurde die Produktion vom Fernsehfonds Austria, FISA+ und Cine Tirol Film Commission.
Die Kamera führte Sebastian Thaler, die Montage verantwortete Benedikt Rubey und das Casting Nicole Schmied, die Musik schrieb Sebastian Watzinger. Das Szenenbild gestaltete Ina Peichl, das Kostümbild Isabella Derflinger, den Ton Roland Winkler und Thomas Pötz (Kava) und das Maskenbild Danijela Brdar.
Manuel Rubey stand für den Film gemeinsam mit Tochter Luise Nolz vor der Kamera.

## Rezeption

### Kritiken
Rainer Tittelbach vergab auf tittelbach.tv 4,5 von sechs Sternen. Das Ensemble entwickle vor allem in Kleingruppen eine enorme Spielfreude. Der Produktion gelinge es, Dramödie und ein hohes Maß an Gefühl sehr harmonisch miteinander zu vereinen und rühre an tiefsitzende Gefühle und an alte, möglicherweise verklärte Weihnachtserinnerungen.
Oliver Armknecht bewertete den Film auf film-rezensionen.de mit vier von zehn Punkten. Die Produktion sei ein typischer Berieselungsfilm des öffentlich-rechtlichen Fernsehens. Die Geschichte sei weder sonderlich komisch, noch gingen die besinnlichen Momente zu Herzen. Dafür sei das zu oberflächlich.
Tilmann P. Gangloff meinte auf evangelisch.de, dass der Handlungsrahmen originell sei, allerdings wirke die Geschichte recht konstruiert, die Erwachsenen seien klischeehaft. Die Dialoge seien ein Vergnügen, lustiger seien aber die diversen Missgeschicke.
Eric Leimann schrieb auf prisma.de, dass bis zur Heilung durch die Kraft weihnachtlicher Liebe von Jerry als Prototyp des unausstehlichen Weihnachts-Grinchs die Erwachsenenschar auf ihrer Verfolgungsroute allerlei Slapstickhaftes und eine ganze Latte Wortgefechte erlebe, die nicht immer allerhöchste Weihnachtsfilm-Standards erreichten.

### Quote
Die Erstausstrahlung im Ersten am 15. Dezember 2023 verfolgten 3,99 Millionen Zuschauer, der Marktanteil betrug 15,4 Prozent.